# Coral Gables
Coral Gables är en stad (city) i Miami-Dade County, i delstaten Florida, USA. Enligt United States Census Bureau har staden en folkmängd på 47 783 invånare (2011) och en landarea på 33,5 km².